# Кастен (коммуна)
Касте́н (фр. Castin) — коммуна во Франции, находится в регионе Юг — Пиренеи. Департамент — Жер. Входит в состав кантона Ош-Нор-Уэст. Округ коммуны — Ош.
Код INSEE коммуны — 32091.

## География
Коммуна расположена приблизительно в 590 км к югу от Парижа, в 75 км западнее Тулузы, в 6 км к северо-западу от Оша.

## Климат
Климат умеренно-океанический. Лето жаркое и немного дождливое, температура часто превышает 35 °С. Зимой часто бывает отрицательная температура и ночные заморозки. Годовое количество осадков — 700—900 мм.

## Население
Население коммуны на 2010 год составляло 290 человек.
| 1962 | 1968 | 1975 | 1982 | 1990 | 1999 | 2010 |
| ---- | ---- | ---- | ---- | ---- | ---- | ---- |
| 150  | 141  | 188  | 262  | 262  | 261  | 290  |

## Администрация
| Период | Период | Фамилия       | Партия                  | Примечания |
| ------ | ------ | ------------- | ----------------------- | ---------- |
| 2001   | 2020   | Жоэль Миньяно | Социалистическая партия |            |

## Экономика
В 2010 году среди 194 человек трудоспособного возраста (15-64 лет) 151 были экономически активными, 43 — неактивными (показатель активности — 77,8 %, в 1999 году было 82,0 %). Из 151 активных жителей работали 142 человека (73 мужчины и 69 женщин), безработных было 9 (5 мужчин и 4 женщины). Среди 43 неактивных 11 человек были учениками или студентами, 23 — пенсионерами, 9 были неактивными по другим причинам.